# إدميلسون (لاعب كرة قدم مواليد 1976)
جوزيه إدميلسون غوميس دي مورايس (بالبرتغالية: Edmílson‏)، الشهير باسم إدميلسون، (مواليد 10 يوليو 1976 في تاكواريتينغا) هو لاعب كرة قدم برازيلي معتزل كان يلعب في مركز قلب الدفاع، كما أجاد اللعب كمحور دفاعي. يحمل إدميلسون الجنسية الإيطالية مما يسمح له بمعاملته معاملة المواطن في دول الاتحاد الأوروبي.

## المسيرة مع الأندية

### ساو باولو
بدأ إدميلسون مسيرته الرياضية في نادي ساو باولو سنة 1994 وحقق معه بطولة ساو باولو مرتين 1998 و2000 وبطولة كأس كونميبول سنة 1994. خضع لفترة تجربة فاشلة في نادي وست هام يونايتد الإنجليزي خلال سنة 2000.

### ليون
انتقل إلى نادي ليون في صيف 2000 وساهم في فوز النادي بكأس الدوري الفرنسي سنة 2001 ثم الفوز ببطولة دوري الدرجة الأولى 3 مرات 2002، 2003، و2004.

### برشلونة
وقع إدميلسون لصالح نادي برشلونة الإسباني مقابل 10 ملايين يورو صيف سنة 2004. شارك في أول مباراة رسمية في 19 سبتمبر أمام نادي أتلتيكو مدريد وانتهت بالتعادل الإيجابي 1-1. خلال تواجده في نادي برشلونة تعرض إدميلسون إلى إصابتين خطيرتين ولكنه استطاع أن يسترجع مستواه العالي وأن يساهم في الفوز ببطولة دوري الدرجة الأولى وبطولة دوري أبطال أوروبا موسم 2005–06. بعدما قدم نادي برشلونة موسم مخيب في 2007–08 قرر مسئولوه التخلي عن عدد من اللاعبين من بينهم إدميلسون الذي تنافس على ضمه نادي فياريال الإسباني وجوبيلو إواتا الياباني وعدد من الأندية الإنجليزية الممتازة.

### فياريال
في 23 مايو 2008 وقع إدميلسون على عقد يمتد لموسم واحد مع نادي فياريال ولكنه لم يشارك خلال النصف الأول من الموسم سوى في 6 مباريات.

### بالميراس
في 21 يناير 2009 قرر إدميلسون العودة إلى البرازيل والانضمام إلى نادي بالميراس في عقد يمتد لموسمين. سجل هدفه الأول في 29 يناير في بطولة كأس ليبرتادوريس في مرمى نادي ريال بوتوسي البوليفي.

## المسيرة الدولية
شارك إدميلسون في أول مباراة دولية مع منتخب البرازيل في 18 يوليو 2000. قرر مدرب منتخب البرازيل لويس فيليب سكولاري استدعاء إدميلسون للمشاركة في بطولة كأس العالم لكرة القدم 2002 التي أقيمت في كوريا الجنوبية واليابان معا وساهم في الفوز بها حيث شارك في جميع مباريات البطولة أساسيا باستثناء المباراة الثانية أمام منتخب الصين حيث فضل سكولاري إراحته. لم يشارك في بطولة كأس العالم لكرة القدم 2006 التي أقيمت في ألمانيا بسبب إصابته في الركبة.

## روابط خارجية
- إدملسون على موقع الاتحاد الدولي (مؤرشف)  (الإنجليزية)
- إدملسون على موقع الاتحاد الأوربي (الإنجليزية)
- إدملسون على موقع رابطة كرة القدم الفرنسية للمحترفين (الإنجليزية)
- إدملسون على موقع قاعدة بيانات كرة القدم.إي يو (الإنجليزية)
- إدملسون على موقع بيانات كرة القدم. دي إي (الألمانية)
- إدملسون على موقع ليكيب (الفرنسية)
- إدملسون على موقع ناشيونال فوتبول تيمز (الإنجليزية)
- إدملسون على موقع Soccerway.com (الإنجليزية)
- إدملسون على موقع عالم كرة القدم.نت (الإنجليزية)